# Una città malata
Una città malata è un film documentario del 1973, diretto da Giuseppe Ferrara.
Il documentario è stato prodotto dalla Rai.